# جشنواره فیلم کن ۱۹۸۹
چهل و دومین دوره جشنواره فیلم کن در این دوره سکس، دروغ و نوار ویدئویی، استیون سودربرگ برنده نخل طلا میشود.

## هیئت داوران

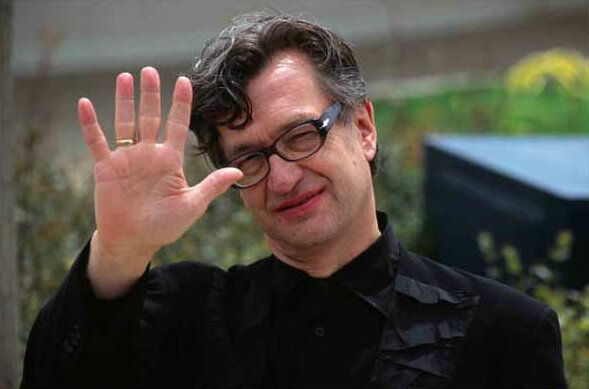
ویم وندرس, رئیس هیئت داوران

- ویم وندرس
- Christine Gouze-Renal
- Claude Beylie
- ژرژ دلرو
- هکتور بابنکو
- کریشتوف کیشلوفسکی
- پیتر هاندکه
- Renée Blanchar
- سالی فیلد
- سیلویو کلمنتلی

## مسابقه
فیلم‌های زیر برای بخش مسابقه انتخاب شده‌اند:
- Chimère - کلیر دورس
- Das Spinnennetz - برنهارد ویکی
- کار درست را بکن - اسپایک لی
- دوران کولی‌ها by امیر کوستوریتسا
- El niño de la luna - آگوستی ویارونگا
- Francesco - لیلیانا کاوانی
- Jésus de Montréal - دنیس آرکند
- Kuarup - روی گوئرا
- باران سیاه (فیلم ژاپنی) - شوهئی ایمامورا
- زنان روی پشت‌بام - Carl-Gustav Nykvist
- Lost Angels - هیو هادسن
- Monsieur Hire - پاتریس لوکنت
- قطار مرموز - جیم جارموش
- سینما پارادیزو - جوزپه تورناتوره
- Reunion - جری شاتزبرگ
- Rosalie Goes Shopping - پرسی آدلون
- سکس، دروغ و نوار ویدئویی - استیون سودربرگ
- اسپلندور - اتوره اسکولا
- Sweetie - جین کمپیون
- سیلاب بهاری (فیلم) - یرژی اسکولیموفسکی
- زیادی برات خوشگله - برتران بلیه

## برندگان

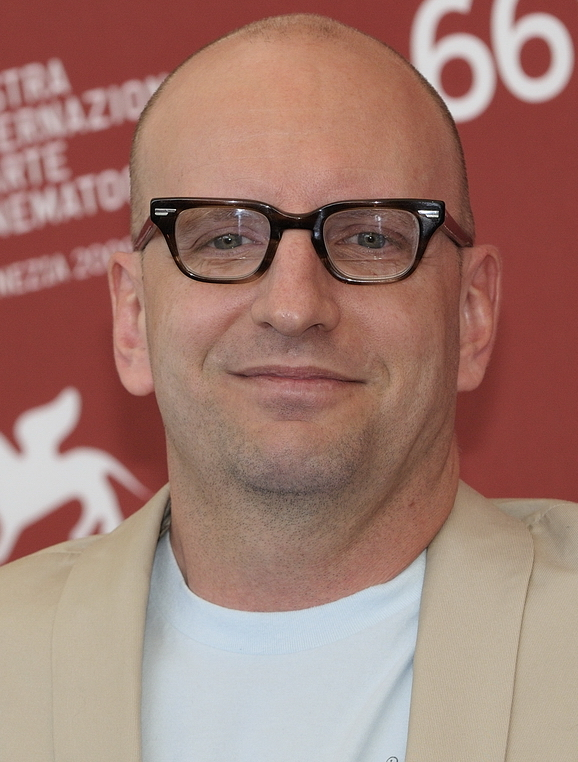
استیون سودربرگ, برنده نخل طلا

- نخل طلا: سکس، دروغ و نوار ویدئویی - استیون سودربرگ
- جایزه بزرگ (جشنواره فیلم کن): 
  - سینما پارادیزو - جوزپه تورناتوره
  - زیادی برات خوشگله - برتران بلیه
- جایزه هیئت داوران جشنواره فیلم کن: Jésus de Montréal - دنیس آرکند
- جایزه بهترین بازیگر مرد جشنواره فیلم کن: جیمز اسپیدر برای سکس، دروغ و نوار ویدئویی
- جایزه بهترین بازیگر زن جشنواره فیلم کن: مریل استریپ برای فریادی در تاریکی
- جایزه بهترین کارگردان جشنواره فیلم کن: امیر کوستوریتسا برای دوران کولی‌ها